# Greg Johnson
Gregory C. „Greg“ Johnson (* 16. März 1971 in Thunder Bay, Ontario; † 7. Juli 2019 in Rochester, Michigan) war ein kanadischer Eishockeyspieler, der im Verlauf seiner aktiven Karriere zwischen 1988 und 2006 unter anderem 822 Spiele für die Detroit Red Wings, Pittsburgh Penguins, Chicago Blackhawks und Nashville Predators in der National Hockey League auf der Position des Centers bestritten hat. Johnson war zwischen 2002 und 2006 der zweite Mannschaftskapitän in der Franchise-Geschichte der Nashville Predators. Sein Bruder Ryan Johnson war ebenfalls professioneller Eishockeyspieler.

## Karriere
Greg Johnson begann seine Karriere als Eishockeyspieler in seiner Heimatstadt bei den Thunder Bay Flyers, für die er in der Saison 1988/89 in der Juniorenliga United States Hockey League aktiv war. Mit seiner Mannschaft gewann er auf Anhieb den Clark Cup, während er selbst zum Stürmer des Jahres der USHL gewählt wurde. Anschließend wurde er im NHL Entry Draft 1989 in der zweiten Runde als insgesamt 33. Spieler von den Philadelphia Flyers ausgewählt, für die er allerdings nie spielte. Stattdessen besuchte er von 1989 bis 1993 die University of North Dakota, für deren Eishockeymannschaft er parallel in der Western Collegiate Hockey Association spielte.
Anfang 1993 gaben ihn die Philadelphia Flyers an die Detroit Red Wings ab. Für das Team aus Michigan gab er in der Saison 1993/94 sein Debüt in der National Hockey League, während er parallel zu sieben Einsätzen für dessen Farmteam Adirondack Red Wings aus der American Hockey League kam. Am 27. Januar 1997 wurde er im Tausch gegen den Schweden Tomas Sandström an die Pittsburgh Penguins abgegeben. Bereits im Oktober desselben Jahres transferierten ihn die Penguins für den Finnen Tuomas Grönman zu den Chicago Blackhawks. Zuletzt spielte der ehemalige Nationalspieler von 1998 bis 2006 für den NHL-Neuling Nashville Predators. Am 14. August 2006 unterschrieb Johnson einen Kontrakt bei den Detroit Red Wings, für die er jedoch nicht mehr zum Einsatz kam, da er zu Beginn der Saison 2006/07 am 11. Oktober 2006 seine Karriere als aktiver Sportler beendete. Zuvor hatte die medizinische Untersuchung im Rahmen der Saisonvorbereitung eine Herzerkrankung ergeben.
Greg Johnson starb im Alter von 48 Jahren in seinem Haus in Rochester, Michigan. Dies teilte sein früherer Manager, Tom Laidlaw, mit. Die Todesursache war Suizid. Post mortem wurde festgestellt, dass Greg Johnson unter Chronisch-traumatischer Enzephalopathie litt.

### International
Mit der kanadischen Nationalmannschaft nahm Johnson im Juniorenbereich an der Junioren-Weltmeisterschaft 1991 teil, bei der er mit seiner Mannschaft die Goldmedaille gewann. Im Seniorenbereich stand er im Aufgebot der Nationalmannschaft bei der Weltmeisterschaft 1993 sowie den Olympischen Winterspielen 1994 in Lillehammer. Bei den Winterspielen 1994 gewann er mit seiner Mannschaft die Silbermedaille.

## Erfolge und Auszeichnungen
| - 1989 Centennial Cup All-Star-Team - 1989 Clark-Cup-Gewinn mit den Thunder Bay Flyers - 1989 USHL Stürmer des Jahres - 1991 WCHA First All-Star-Team - 1991 NCAA West First All-American-Team | - 1992 WCHA First All-Star-Team - 1992 NCAA West Second All-American-Team - 1993 WCHA First All-Star-Team - 1993 NCAA West First All-American-Team - 1992 NCAA West Second All-American-Team |

### International
- 1991 Goldmedaille bei der Junioren-Weltmeisterschaft
- 1994 Silbermedaille bei den Olympischen Winterspielen

## Karrierestatistik

### International
Vertrat Kanada bei:
- Junioren-Weltmeisterschaft 1992
- Weltmeisterschaft 1993
- Olympischen Winterspielen 1994

(Legende zur Spielerstatistik: Sp oder GP = absolvierte Spiele; T oder G = erzielte Tore; V oder A = erzielte Assists; Pkt oder Pts = erzielte Scorerpunkte; SM oder PIM = erhaltene Strafminuten; +/− = Plus/Minus-Bilanz; PP = erzielte Überzahltore; SH = erzielte Unterzahltore; GW = erzielte Siegtore; 1 Play-downs/Relegation; Kursiv: Statistik nicht vollständig)